# Ила Джонс
Ила Сьюэлл Джонс (урожденная Старгель) (англ. Ila Sewell Jones; 21 августа 1903 — 10 ноября 2017) — американская долгожительница. На момент смерти она была вторым старейшим человеком, живущим в США (после Делфин Гибсон, которая была старше её на 4 дня), и старейшим живущим человеком в штате Джорджия.

## Биография
Ила родилась в округе Лампкин, Джорджия. Её родителями были Иоанн и Джорджия (в девичестве — Джонс) Старгел, которые были фермерами и жили в собственном построенном доме. У неё было ещё два брата и сестры, которые были младше её. Выросшая в начале 20-го века, она не видела ни одной машины до начала 1910-х годов. В 1910 (и позже в 1986) она стала свидетелем кометы Галлея.
Карьеру учителя Ила начала в 1916 году, она преподавала математику. После окончания колледжа Северной Джорджии в 1929 году, она работала в «школе Джорджии для глухих». Она также работала в качестве «директора канализационного хозяйства» и в банке, в какой-то момент своей жизни.
Ила вышла замуж в 1928 или 1929 году. У неё было двое сыновей. Её муж скончался в 1958 году. Пару лет спустя она вышла замуж за Фрэнка Джонса. Они переехали в Техас в конце 1960-х годов.
После выхода на пенсию
С 1992 года жила в Роме, округ Флойд, штат Джорджия. Когда ей было около 103 лет, она переехала в дом престарелых Roman Court Assisted Living & Memory Care Communities (хотя есть противоречивые источники по этому поводу, где Oxton Place of Rome упоминается как её резиденция с 1998 года).
На момент своего 104-летия она была в хорошем настроении, с острым умом. Её долголетие было приписано таким факторам, как избегание продуктов, содержащих сахар, позитивное мышление, сильная генетика, унаследованная от предков и физическая активность.
Когда Иле было 107 лет, сообщалось, что она передвигалась на инвалидной коляске, а её зрение и слух ухудшились. С другой стороны, она все ещё мыслила ясно, будучи в состоянии вспомнить воспоминания из своего детства.
Одним из её главных увлечений в жизни была музыка, хотя она никогда не училась играть на музыкальных инструментах. Ей также нравилось писать стихи.
Ила Джонс скончалась 10 ноября 2017 года в Роме, Джорджия, в возрасте 114 лет, 81 дней.